# Joyce Van Patten
Joyce Benignia Van Patten (New York, 9 maart 1934) is een Amerikaanse actrice.

## Biografie
Van Pattens vader is van Nederlandse afkomst. Zij is zus van acteur Dick Van Patten (1928-2015) en halfzus van Tim Van Patten.
Van Patten begon met acteren in het theater. Zij maakte haar debuut op Broadway in 1941 in het toneelstuk Popsy. Hierna heeft zij haar hele carrière in grote en kleinere producties op het toneel gestaan.
Van Patten begon in 1948 met acteren voor televisie in de televisieserie The Philco Television Playhouse. Hierna speelde zij in televisieseries en films als As the World Turns (1956-1957), The Good Guys (1968-1970), The Bad News Bears (1976), The Falcon and the Snowman (1985), Monkey Shines (1988), Unhappily Ever After (1995-1996), Desperate Housewives (2005) en Grown Ups (2010).
Van Patten trouwde op zestienjarige leeftijd (in 1950) maar scheidde in 1953. In totaal was zij viermaal getrouwd, onder meer met acteur Martin Balsam (1957-1962), met wie zij een dochter kreeg, Talia Balsam, die eveneens actrice werd.

## Filmografie

### Films
Selectie:
- 2010 - Grown Ups – als Gloria
- 2008 - Marley & Me – als mrs. Butterfly
- 1994 - The Gift of Love  -als Erika Magnussen
- 1988 - Monkey Shines – als Dorothy Mann
- 1987 - Blind Date – als moeder van Nadia
- 1985 - St. Elmo's Fire – als mrs. Beamish
- 1985 - The Falcon and the Snowman – als mrs. Boyce
- 1976 - The Bad News Bears – als Cleveland
- 1968 - I Love You, Alice B. Toklas! – als Joyce
- 1958 - The Goddess – als Hillary
- 1951 - Fourteen Hours – als Barbara

### Televisieseries
Selectie:
- 2005 - Desperate Housewives – als Carol Prudy – 2 afl.
- 2002-2003 - Judging Amy – als Jane de advocaat van Eric – 2 afl.
- 1995-1996 - Unhappily Ever After – als Maureen Slattery – 34 afl.
- 1992 - Brooklyn Bridge – als Harriet Mueller – 3 afl.
- 1987 - CBS Summer Playhouse – als Ilene – 2 afl.
- 1980 - The Martian Chronicles – als Elma Parkhill – 3 afl.
- 1979 - The Mary Tyler Moore Hour – als Iris Chapman
- 1968-1970 - The Good Guys – als Claudia Gramus – 42 afl.
- 1958-1959 - Young Dr. Malone – als Clara Kershaw - ? afl.
- 1956-1957 - As the World Turns – als Janice Turner Hughes - ? afl.
- 1949-1951 - Kraft Television Theatre – als Mary – 3 afl.

## Theaterwerk opBroadway
- 2011 - The People in the Picture – als Chayesel Fisher
- 2000 - Taller Than a Dwarf – als Mevr. Miller
- 1999 - Ring Round the Moon – als moeder van Isabelle
- 1998 - More to Love – als Maxine
- 1992 - Jake's Women – als Edith
- 1988-989 - Rumors – als Cookie Cusack
- 1983 - Brighton Beach Memoirs – als Blanche Morton
- 1981 - The Supportin Cast – als Florrie
- 1980-1981 - I Ought to Be in Pictures – as Steffy
- 1979 - Murder at the Howard Johnson's – als Arlene Miller
- 1975 - Same Time, Next Year – als Doris
- 1963-1964 - Spoon River Anthology – als lezer
- 1957 - A Hole in the Head – als Shirl
- 1955-1956 - The Desk Set – als Elsa
- 1946 - The Bees and the Flowers – als Ilka Morgan
- 1945 - The Wind Is Ninety – als Joan
- 1944-1945 - The Perfect Marriage – als Helen Williams
- 1943 - Tomorrow the World – als Patricia Frame
- 1943 - This Rock – als Mary
- 1941 - Popsy – als Marie Antoinette Benson

- International Standard Name Identifier: 0000 0000 2744 2504
- Library of Congress Control Number: n88100715
- Virtual International Authority File: 63095030
- WorldCat: E39PBJxCvJPVGGYJMvh8Y3rDv3